# 乐里镇 (田林县)
乐里镇，是中华人民共和国广西壮族自治区百色市田林县下辖的一个乡镇级行政单位。

## 行政区划
乐里镇下辖以下地区：
河南社区、新市社区、新昌社区、乐里村、新昌村、新建村、百花寨村、新宁村、风洞村、文化村、田平村、弄平村、启文村、那光村和那色村。